# 송계연월옹
송계연월옹(松桂烟月翁, ? ~ ?)은 조선의 가인이다. 《고금가곡》의 편찬자로 본명은 알 수 없다. 《고금가곡》의 권말에 갑신춘 송계연월옹이란 편찬기와 아울러 이 책에 수록된 숙종 때 가인인 김유기의 작품이 실린 것으로 미루어 보아, 1704년(숙종 30) 이후의 인물로 추측된다. 《고금가곡》에 시조 14수가 수록되어 있다.